# UC 96
UC 96 war ein U-Boot der Kaiserlichen Marine vom Typ UC III, das im Ersten Weltkrieg eingesetzt wurde.

## Geschichte
Das Boot wurde bei Blohm & Voss in Hamburg unter der Baunummer 330 gebaut und lief am 17. März 1918 vom Stapel. Am 25. September kam es unter dem Kommando von Kapitänleutnant Fritz Reiche in Dienst, ging jedoch nicht mehr auf Feindfahrt. Nach Kriegsende musste UC 96 ausgeliefert werden. Es verließ Deutschland in Richtung Harwich, wo es am 24. November ankam. 1920 wurde UC 96 in Morecambe abgewrackt.